# Tour aéroréfrigérante
Les tours aéroréfrigérantes ou TAR, aussi appelées tours de refroidissement, sont utilisées pour refroidir un liquide, généralement de l'eau, à l'aide d'un gaz, généralement l'air ambiant. Il s'agit d'un cas particulier d'échangeur de chaleur où le transfert thermique s'effectue par contact direct ou indirect entre les flux. Les tours de refroidissement sont des équipements courants, présents dans des installations de climatisation, ou dans des procédés industriels et énergétiques (centrales électriques, installations de combustion, sucreries, chimie...).

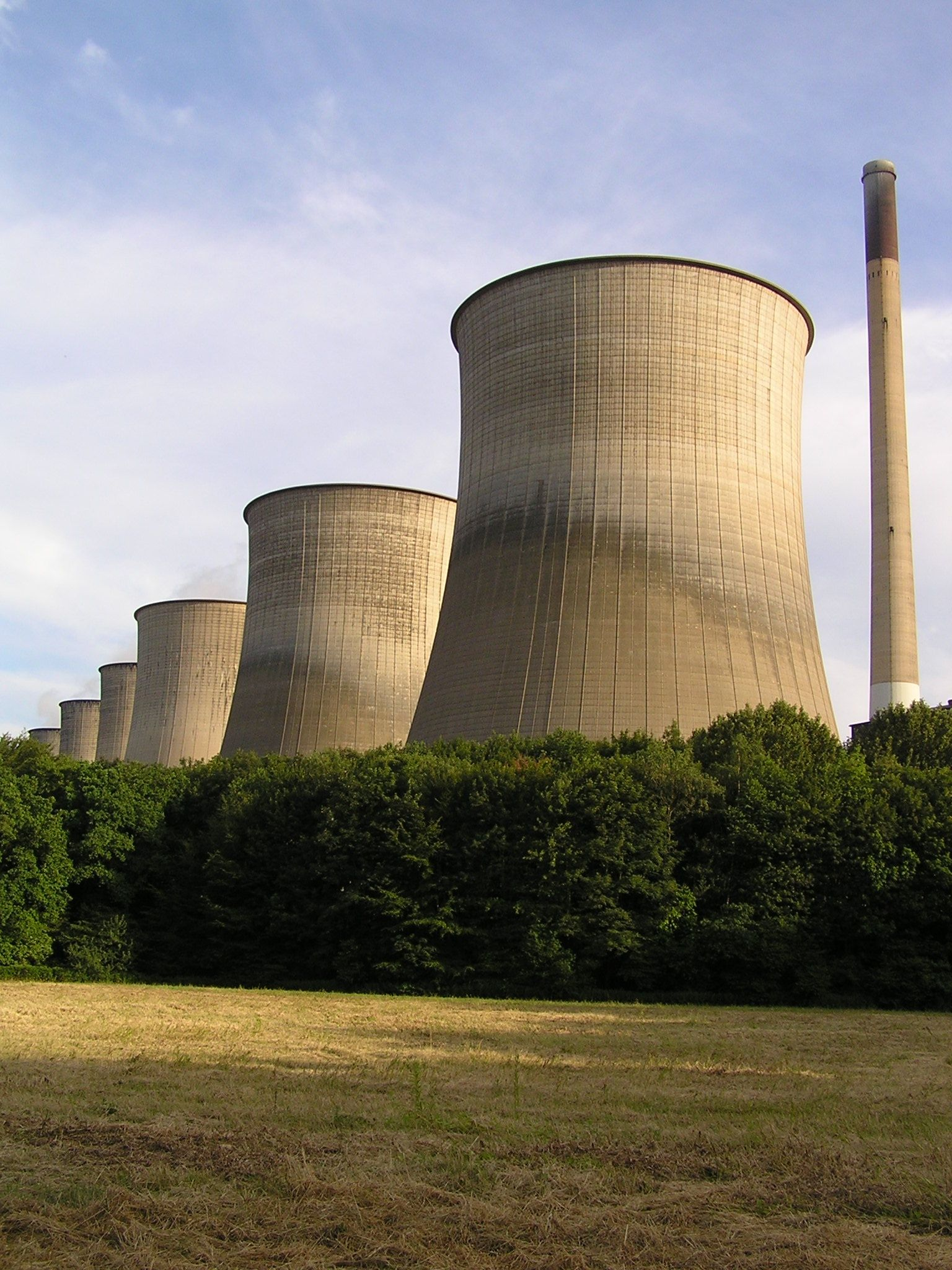
Tours aéroréfrigérantes de la centrale thermique (à charbon) de Gelsenkirchen-Scholven (Allemagne). Il s'agit de tours aéroréfrigérantes de type hyperboloïde en béton.

## Rôle
Les tours aéroréfrigérantes ont pour fonction d'évacuer vers le milieu extérieur la chaleur issue de systèmes de refroidissement (climatisation, centrales électriques ou procédé industriel) en faisant circuler de l'eau chaude dans un flux d'air. C'est un échangeur de chaleur entre l'eau et l'air ambiant.
La vaporisation de l'eau absorbant de la chaleur, la pulvérisation dans un air sec contribue à l'efficacité globale de l'aéroréfrigérant (la valeur du refroidissement induit par l'évaporation dépendant directement de l'hygrométrie de l'air aspiré par la tour). Grâce à ce phénomène, il est possible de refroidir l'eau jusqu'à une température inférieure à la température sèche ambiante.
Les tours aéroréfrigérantes sont destinées à refroidir des eaux qui ont été réchauffées par une source d'énergie. Dans les immeubles du tertiaire cette source d'énergie est le condenseur des installations frigorifiques.

## Fonctionnement

### Échangeurs fermés

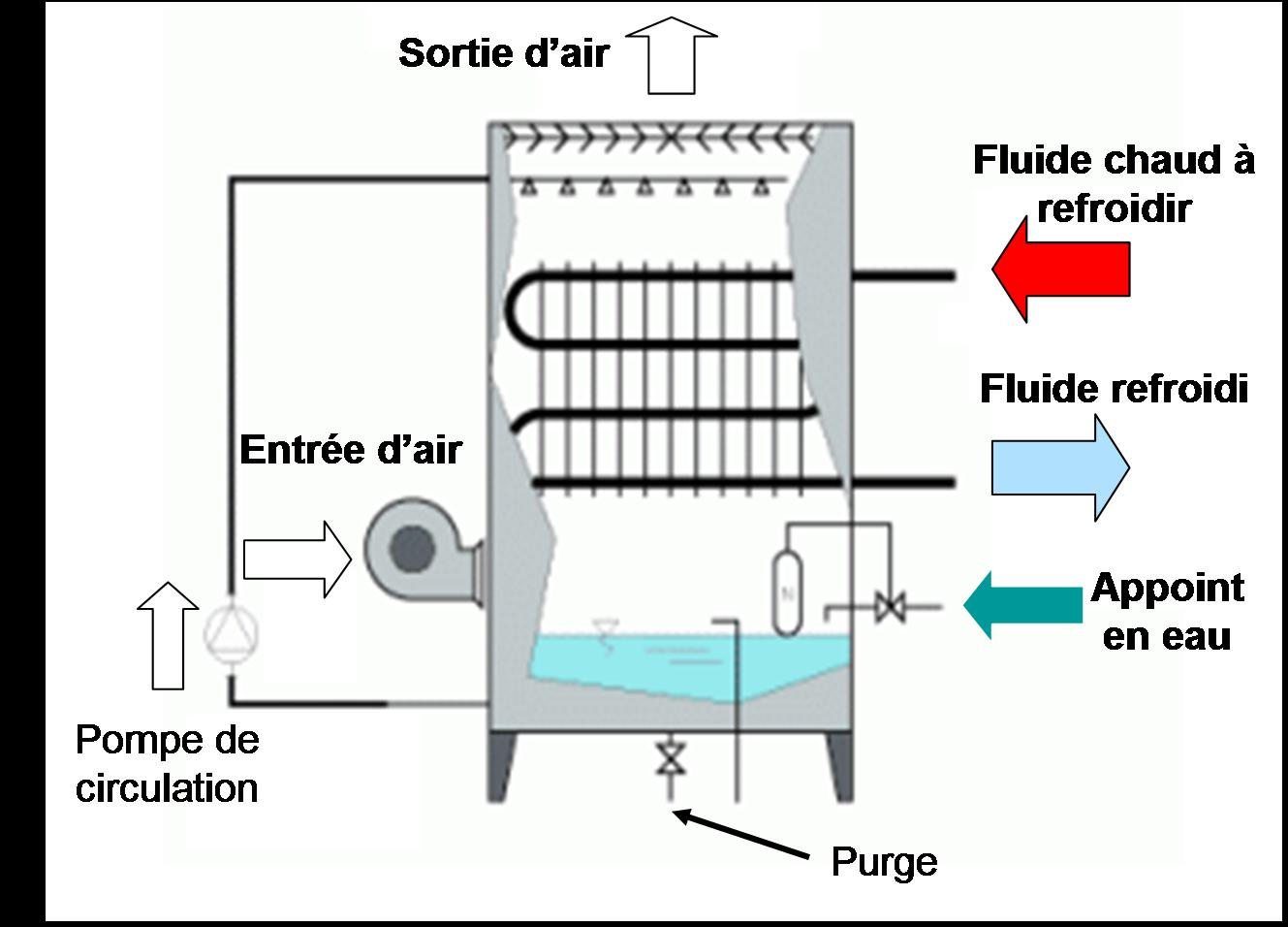
Schéma d'une TAR à circuit fermé et arrosage des tuyauteries.

Dans ces échangeurs, le fluide à refroidir reste confiné dans des nappes de tuyauteries. L'air de refroidissement est renouvelé par des ventilateurs ou, plus rarement, par convection naturelle.
Ces échangeurs permettent d'éviter la pollution du liquide à refroidir par les poussières présentes dans l'air de refroidissement. De même, ils évitent la pollution de l'air lorsque le liquide à refroidir présente des risques chimiques ou bactériologiques. Un autre avantage de cette construction est qu'elle permet de refroidir des fluides à haute pression. Par contre, ces échangeurs sont assez sensibles au gel.
Les tuyauteries handicapent cependant ce type d’échangeur, à la fois à cause de leur coût et de leur rôle d'écran thermique. Pour améliorer l'efficacité de ces échangeurs, on leur ajoute parfois des systèmes d'arrosage des tuyauteries, dont l'évaporation permet de refroidir jusqu'à la température du thermomètre mouillé.

### Échangeurs ouverts
L'eau chaude (dont la température dépend des équipements à refroidir, généralement 25 à 40 °C) est pulvérisée en haut de la TAR.
L'air induit par une ventilation mécanique ou par tirage naturel, permet de refroidir l'eau par évaporation. La surface de l'échange air/eau est augmentée par la présence de structures, les « clayettes », « caillebotis »  ou le « packing », généralement en forme de nids d'abeilles. L'air rejeté par la tour est chargé de vapeur d'eau due à l'évaporation (panache), et de fines gouttelettes d'eau. L'eau refroidie (entre 5 et 15 °C de moins que la température de l'eau chaude) est récupérée dans un bassin avant d'être pompée vers les équipements à refroidir.
Cette eau tombe par gravité à l'intérieur d'un flux d'air frais remontant dans la tour. Cette circulation d'air permet de refroidir l'eau par vaporisation d'une partie de l'eau pulvérisée.
À l'intérieur d'une tour aéroréfrigérante, l'eau à refroidir est pulvérisée en fines gouttelettes au niveau des rampes de distribution en haut de la tour. L'eau s'écoule sur une surface d'échange, les clayettes, qui, de par leur structure, fractionnent les gouttes d'eau et augmentent leur temps de séjour. L'eau refroidie est collectée dans un bassin de rétention en bas de la tour avant de retourner vers l'échangeur ou le procédé à refroidir. L'air est, quant à lui, mis en mouvement par un ventilateur (tirage forcé) ou par un courant d'air (tirage naturel). Ce flux d'air se charge en humidité et entraîne les gouttelettes d'eau. Un séparateur de gouttelettes est parfois placé en haut de la tour afin de limiter le plus possible l'entraînement des gouttelettes en dehors de la tour.
L'eau tombe dans un bassin d'eaux froides (on rencontre aussi le terme « eaux tièdes ») où elle est récupérée et renvoyée vers l'installation à refroidir.
Suivant les vitesses d'éjection de l'air, la conception géométrique de la tour, l'efficacité des pare-gouttelettes… les aérosols produits peuvent être en quantité plus ou moins grande dans l'air rejeté.
Afin de compenser la perte d'eau occasionnée par l'évaporation, un appoint en eau traitée permet de garder un niveau constant dans la nappe ou le bac de la tour.

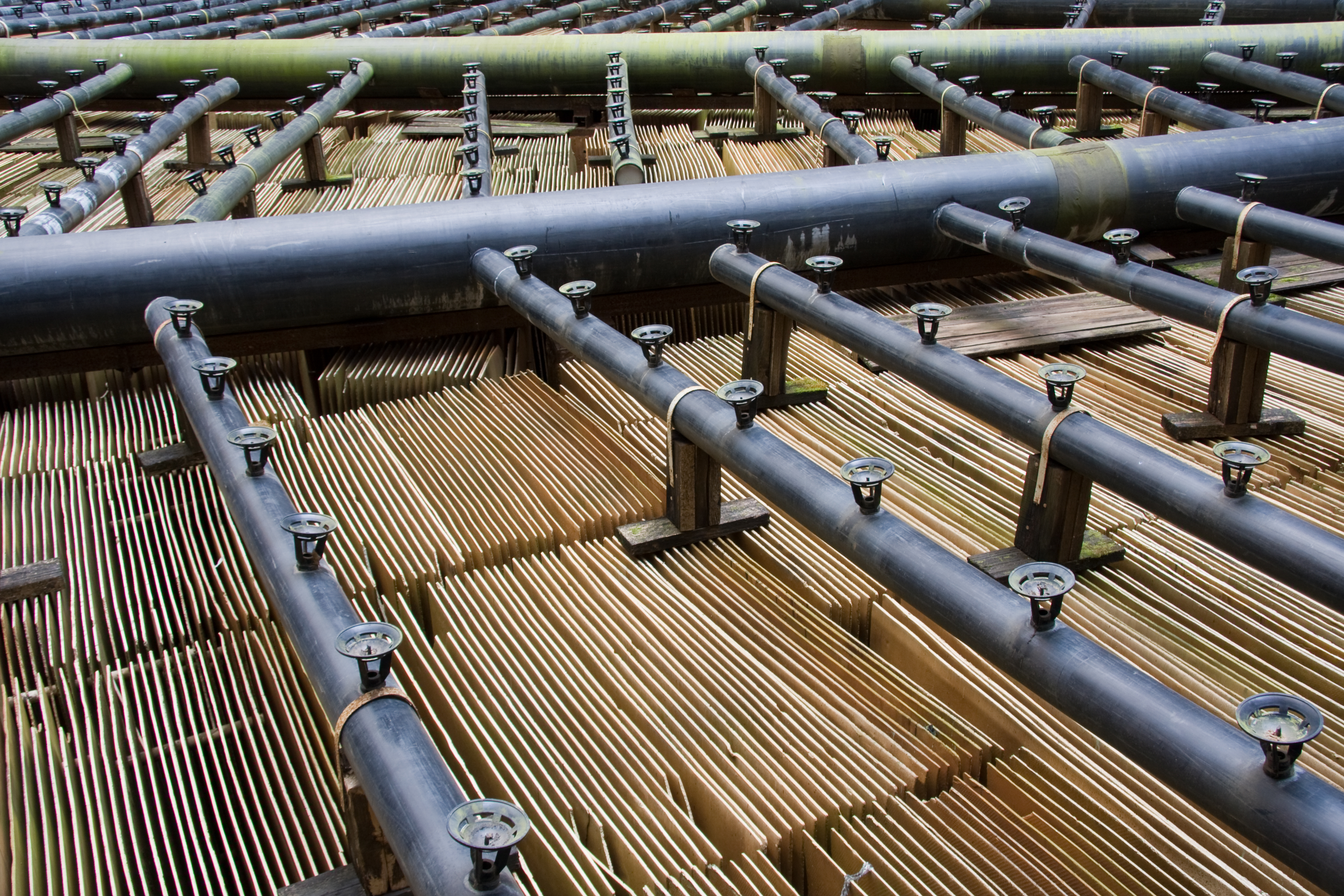
Disperseurs d'eau et clayettes (corps d'échange).
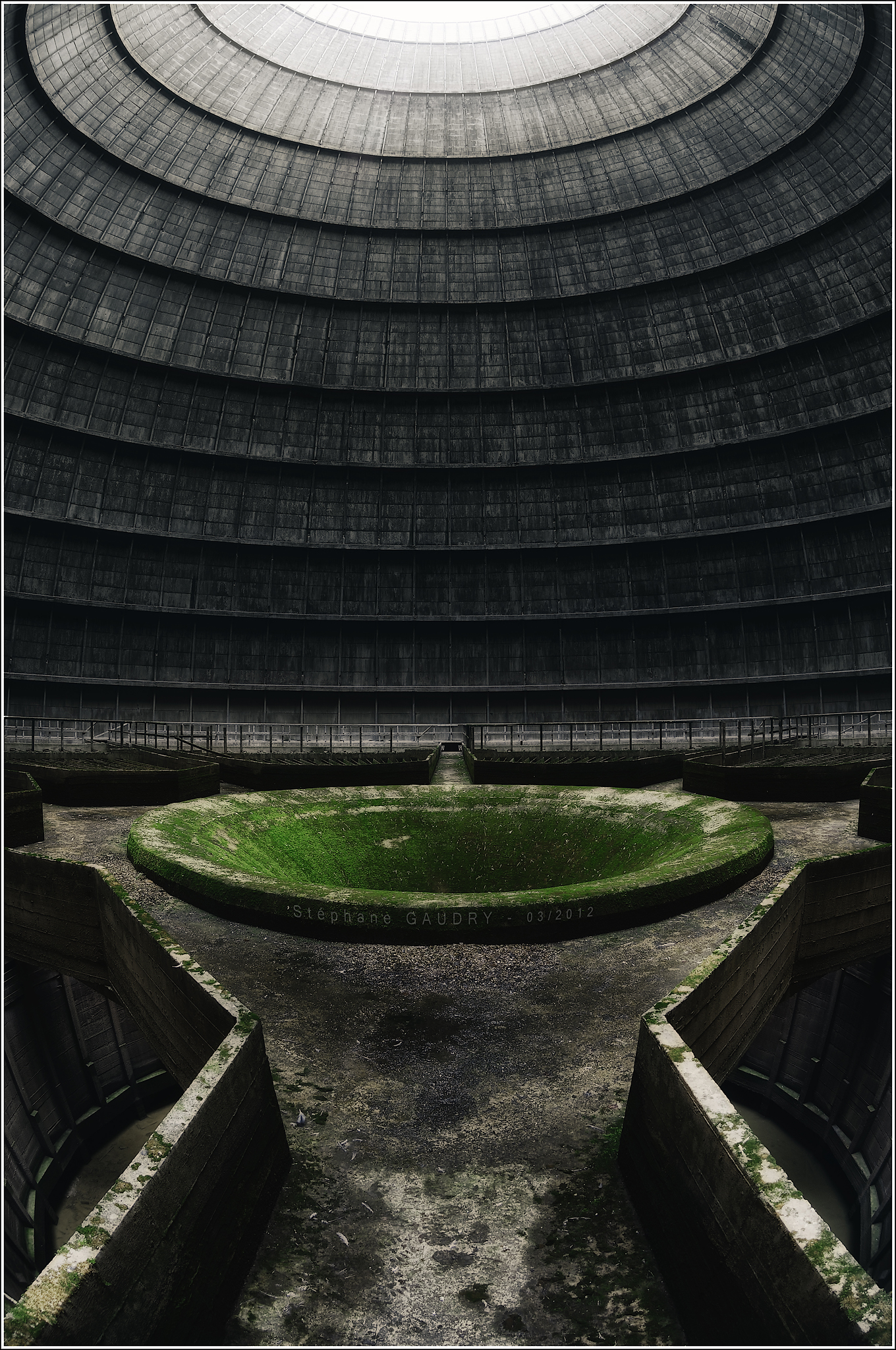
Arrivée d'eau (tulipe) au centre de la grande tour d'une ancienne usine de Monceau-sur-Sambre.

## Construction

### Tour à tirage naturel

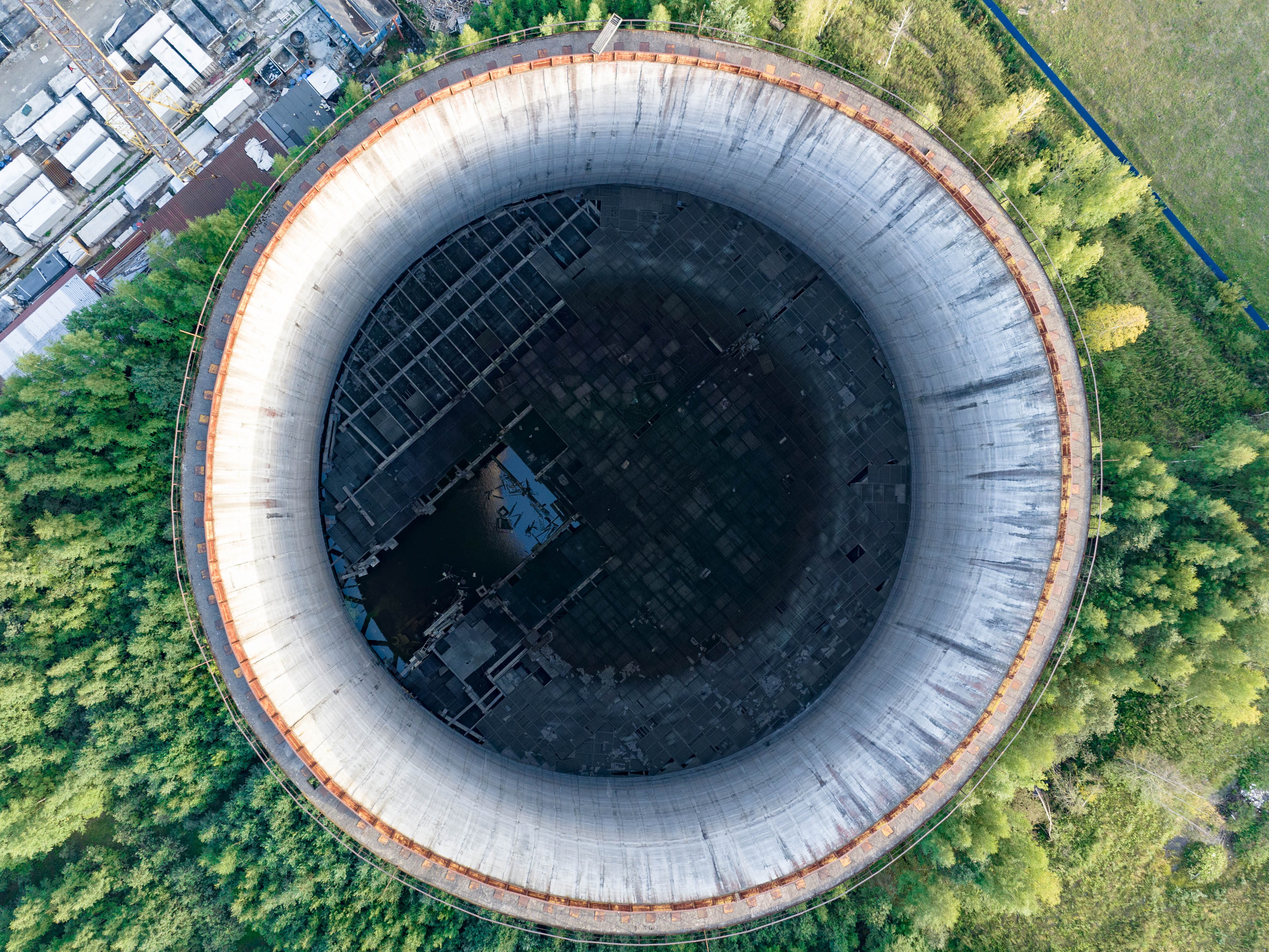
Tour aéroréfrigérante non terminée de la centrale de Lavriki (Oblast de Leningrad). Septembre 2022.

Ce n'est pas le type de construction aéroréfrigérante le plus fréquent, mais l'expression « tour aéroréfrigérante » désigne souvent la grande tour en béton souvent utilisée pour le refroidissement des centrales nucléaires (tour le plus souvent en forme d'un hyperboloïde de révolution). L'eau à refroidir y est amenée sous pression via une conduite débouchant vers le centre de la tour. À partir de cette arrivée, elle est répartie sous forme de gouttes et gouttelettes à l'aide d'un réseau de bacs à eau et de tuyauteries percées pour y connecter des disperseurs (rampe de buses). L'eau s'écoule ensuite gravitairement sur un « packing » (corps d'échange constitué par exemple d'un garnissage plastique) en nid d'abeille, Celui-ci permet d'obtenir une plus grande surface de contact entre le liquide et l'air et donc d'augmenter l'échange de chaleur. L'eau refroidie est collectée dans un bassin de rétention sous la tour avant de retourner vers le procédé à refroidir. Un flux d'air circule à contre-courant ou à courant-croisé. Une partie de l'eau, en s'évaporant, provoque l'abaissement de la température. Pour réduire les projections d'eau entrainées par le flux d'air, un pare-goutte (encore appelé éliminateur ou séparateur de gouttelettes, ou dévésiculeur) limite l'entraînement vésiculaire (gouttelettes d'eau contenues dans l'air ascendant). Les pompes des unités du système d'échangeur de chaleur et de circulation d'eau de la tour sont lubrifiée avec une « huile énergétique » (huile TP 30 en Russie, produite à partir de pétrole). Des critères de diagnostic des huiles permettent de détecter d'éventuels défauts de fonctionnement des équipements techniques.
La forme hyperboloïde de la tour contribue à sa rigidité, et procure une meilleure résistance mécanique pour mieux résister aux vents (contrairement à une idée largement répandue, la forme de la tour n'a pas pour but de tirer parti de l'effet Venturi). Bien que celui-ci soit présent au niveau du col de la tour, il réduit très légèrement les performances de refroidissement car il augmente la vitesse de l'air. Ceci crée plus de perte de charges ce qui réduit l'effet de tirage et donc le débit d'air globalement disponible pour le refroidissement. Cette perte de refroidissement reste néanmoins marginale, et compensée par le gain de résistance mécanique permis par cette forme [réf. souhaitée].
Bien que généralement construite en béton, cette construction spectaculaire admettait de nombreuses variantes par le passé : elle pouvait être réalisée en acier, mais aussi en bois. Sa forme pouvait être cylindrique ou tronconique. Des sections hexagonales ou rectangulaire étaient également rencontrées. Après l'écroulement d'une des tours en béton armé (dû à un ferraillage mal positionné dans l'épaisseur du béton) de la centrale thermique de Bouchain en 1979, une tour temporaire en textile a été installée pour permettre le redémarrage rapide de la tranche turbine à vapeur concernée. Cette tour textile a fonctionné une dizaine d'années.

Différents types de tour aéroréfrigérantes
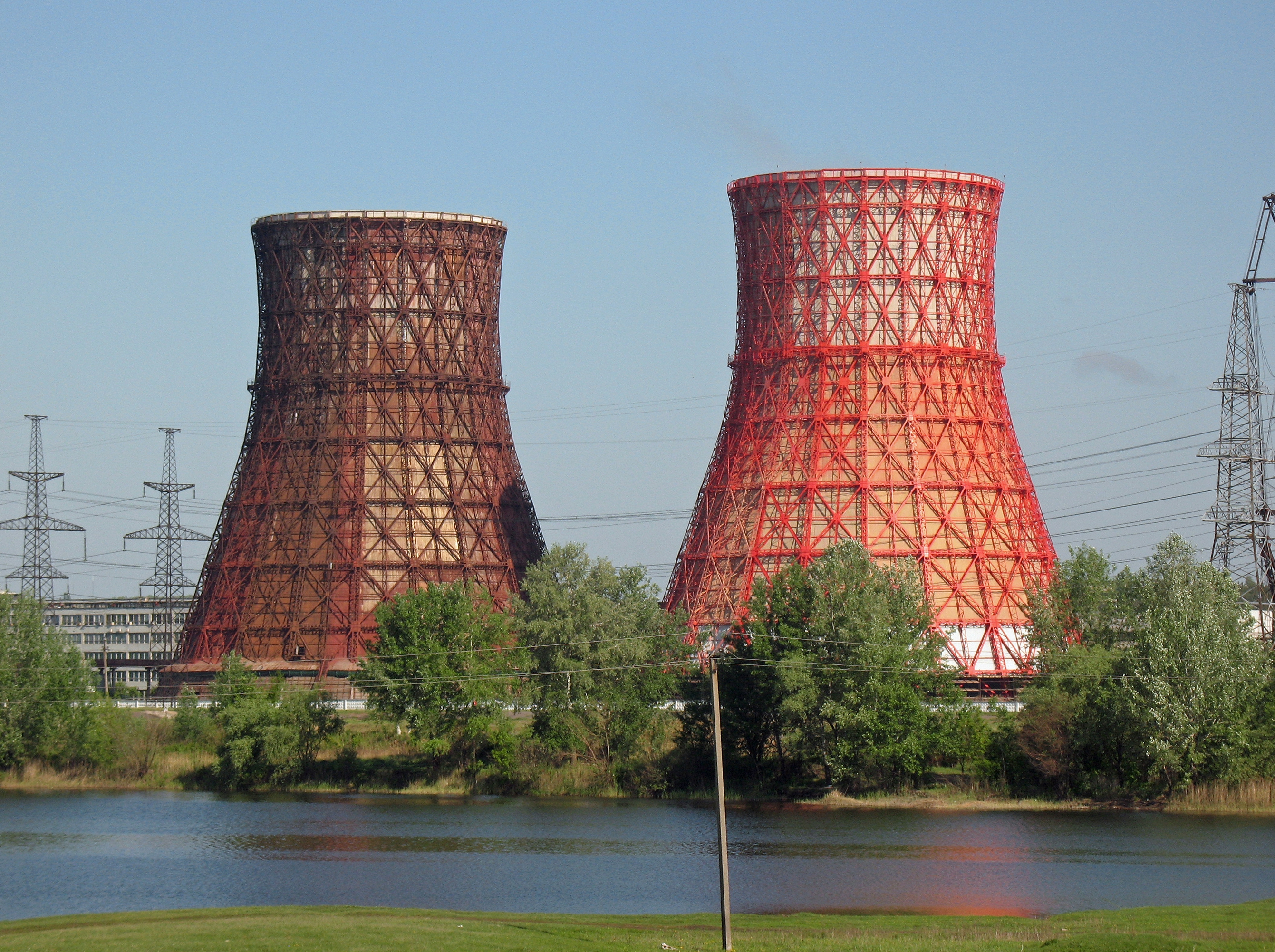
Tours de type hyperboloïde en acier de la centrale thermique de Kharkiv (Ukraine)
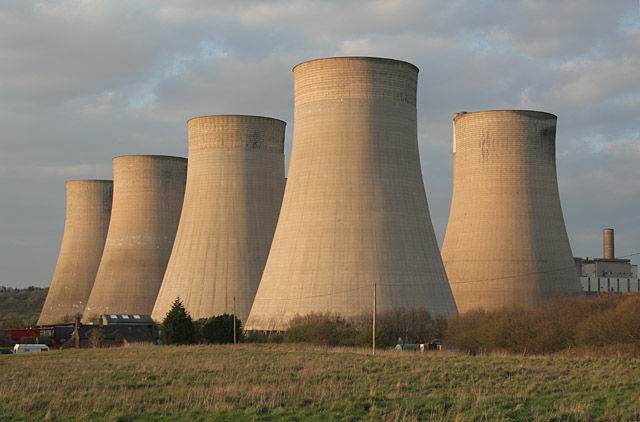
Tours de type hyperboloïde en béton de la centrale thermique de Ratcliffe (Royaume-Uni).
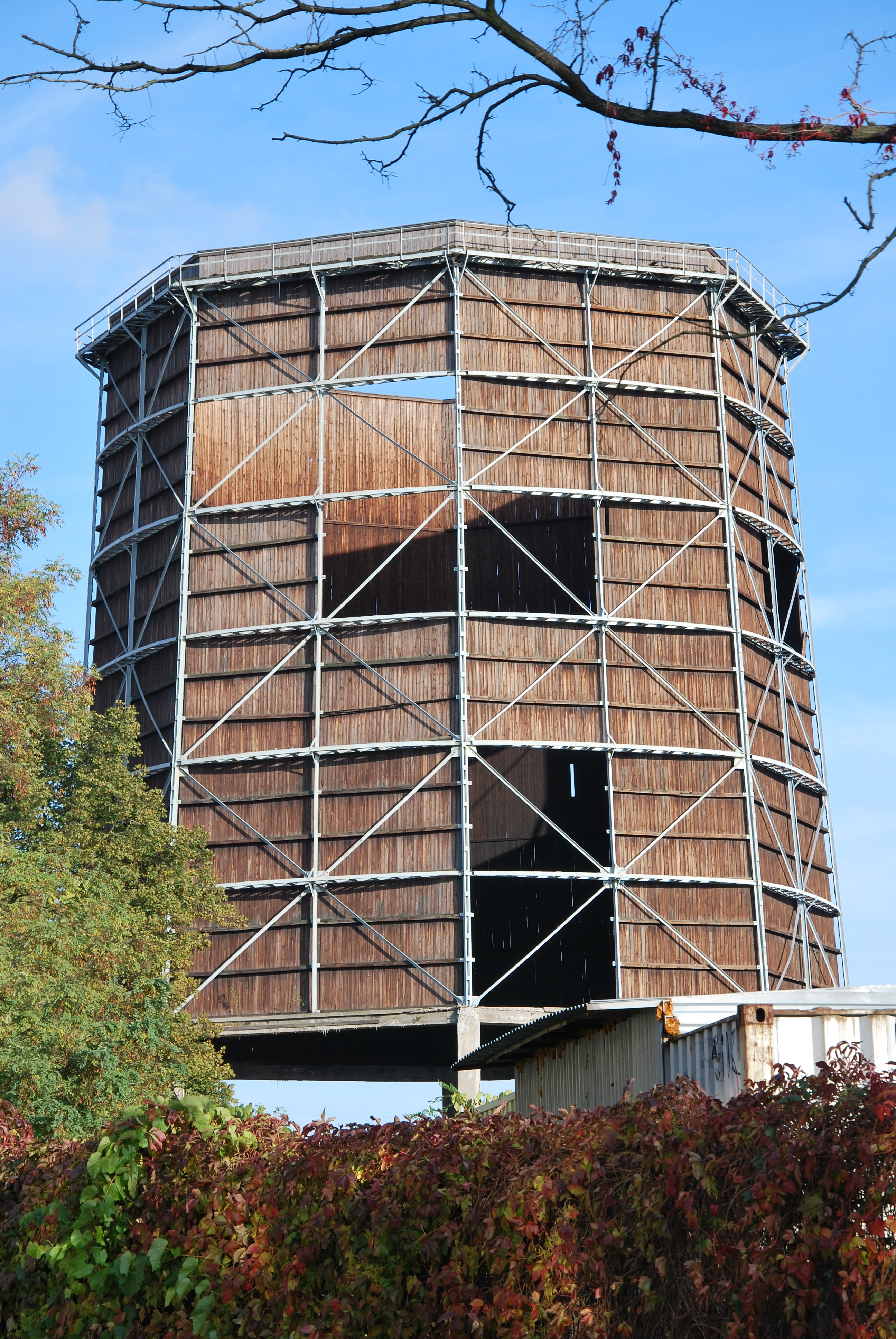
Vestige d'une tour en bois, à Łódź (Pologne)[a]
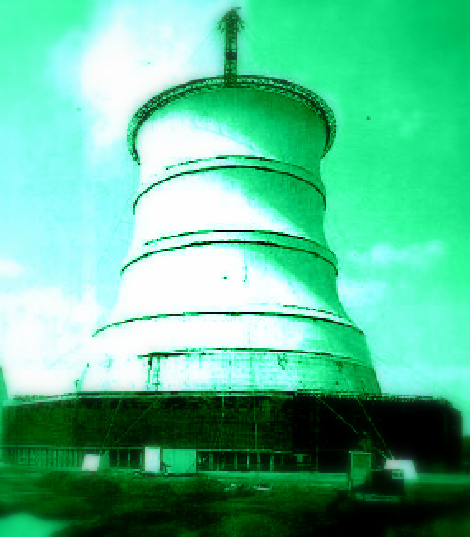
La tour, en membrane textile, de la centrale thermique de Bouchain.

Les tours aéroréfrigérantes en béton constituent généralement la partie la plus visible des centrales thermiques classiques et des centrales nucléaires. En France, leur hauteur peut atteindre 178,5 m (centrale nucléaire de Golfech). Ces aéroréfrigérants n'équipent que les centrales en bord de rivière dont la source froide ne permet pas d'évacuer suffisamment la chaleur produite par le fonctionnement et ainsi de diminuer la pollution thermique de cette source froide. La hauteur de ces réfrigérants peut être réduite pour des raisons visuelles (par exemple, compte tenu de la proximité des châteaux de la Loire, pour les centrales de Chinon où la hauteur des tours à tirage induit ne dépasse pas 30 m et de Saint-Laurent-des-Eaux où la hauteur a été limitée à 120 m), le tirage devant alors être aidé par des ventilateurs dont la consommation électrique pénalise la rentabilité de l'installation.

### Cellule métallique
| A : bâti          | C: ventilateur        | E : clayettes           |
| B : entrées d'air | D : rampes d'arrosage | F : bassin de rétention |

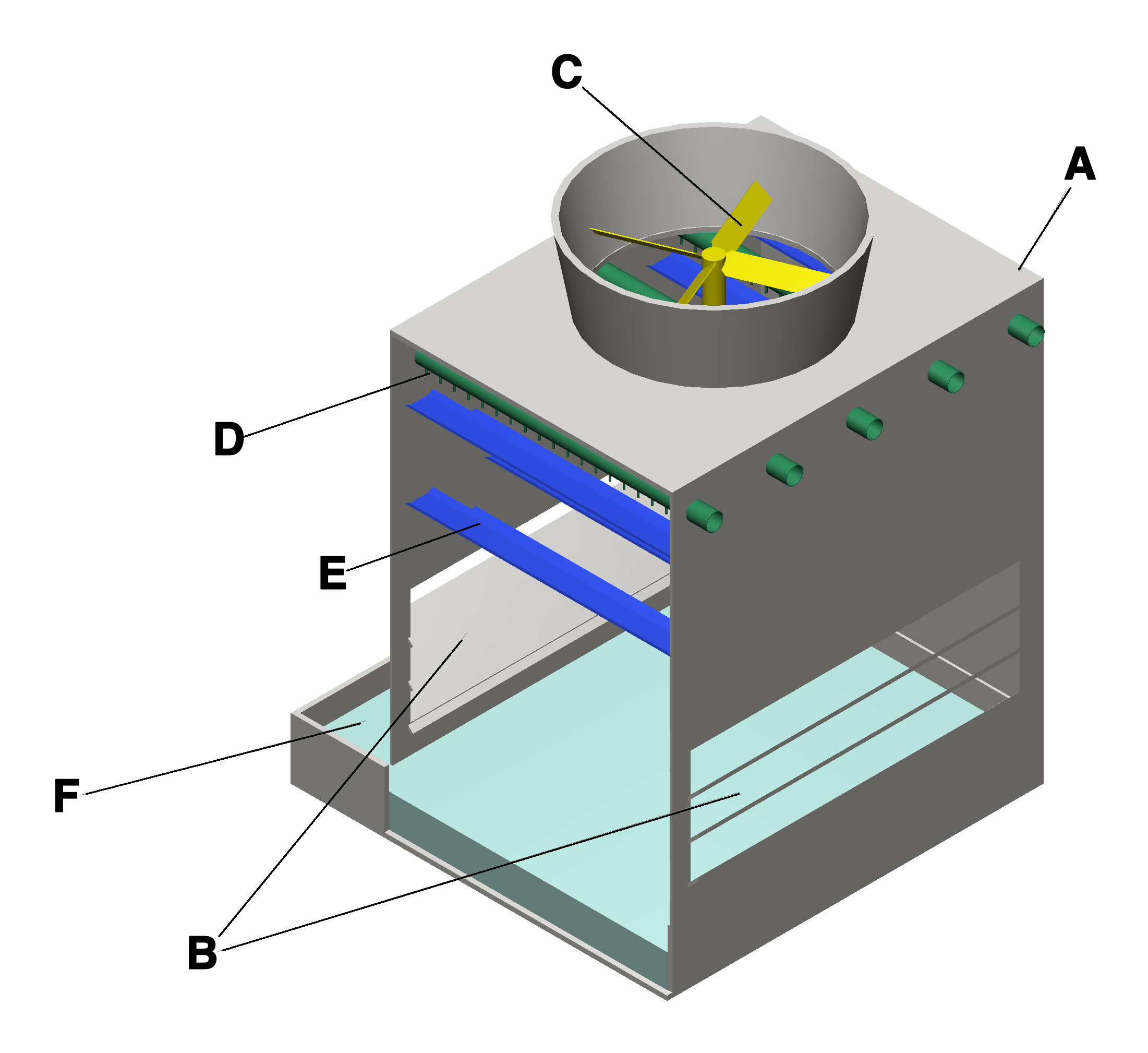
Schéma d'une cellule aéroréfrigérante :

Une tour aéroréfrigérante peut être constituée d'une enceinte métallique située au-dessus de la réserve d'eau refroidie et de ventilateurs (tirage forcé) ; l'eau à refroidir étant amenée par une conduite à une certaine hauteur dans la tour. À partir de cette arrivée, l'eau tombe par gravité au fond de la tour sous forme de gouttelettes.
Étant donné leur faible hauteur qui ne permet pas de profiter d'un tirage naturel significatif, ces tours sont généralement dotées de ventilateurs assurant une circulation forcée de l'air de refroidissement. On distingue deux dispositions pour ces ventilateurs :
- les ventilateurs au sommet de la tour. Il s'agit d'un système efficace mais le mécanisme fonctionnant dans l'humidité, sa fiabilité est souvent problématique ;
- les ventilateurs latéraux, qui poussent l'air sous l'eau. Ce système permet de sortir le ventilateur du flux d'air humide, mais il présente l'inconvénient de nécessiter une cellule plus haute, ce qui augmente son coût de construction.

Tours aéroréfrigérantes ventilées
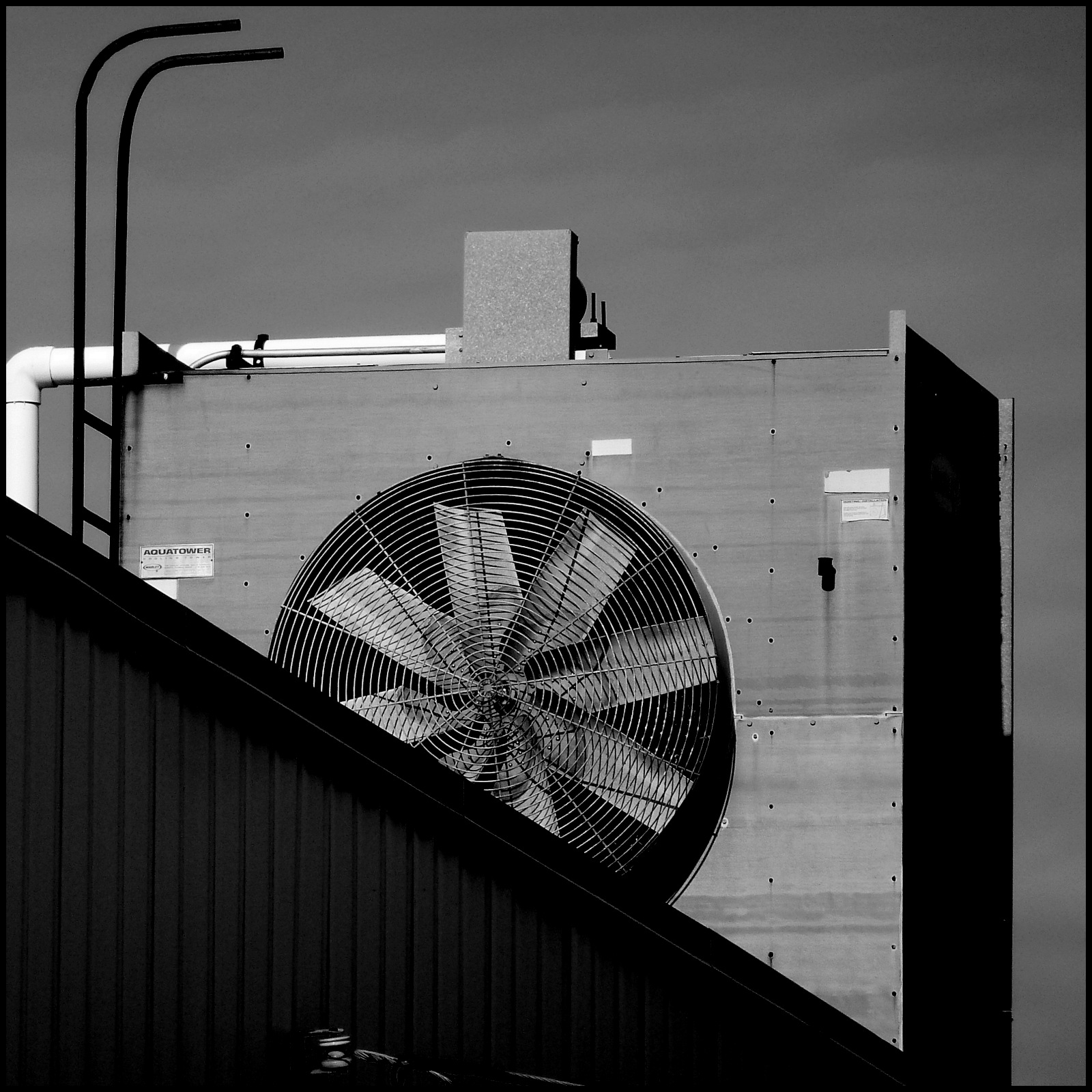
Tour avec ventilateur latéral.
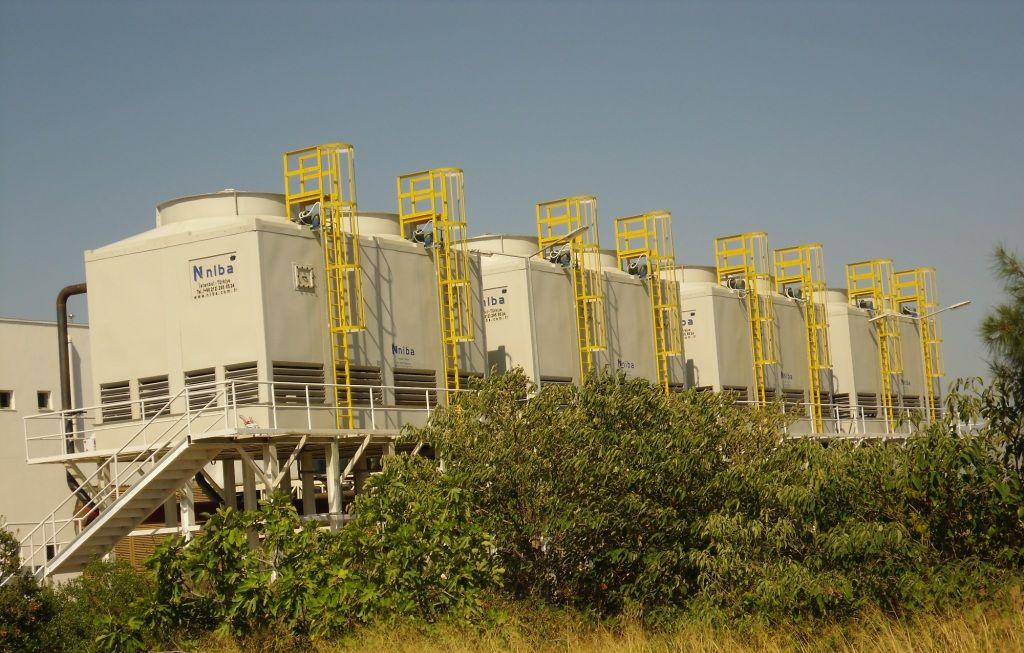
Tours avec ventilateurs sommitaux.

## Risques liés aux circuits ouverts
Une tour aéroréfrigérante à voie humide présente des caractéristiques favorables à la prolifération puis à la dissémination par les aérosols des légionelles dans l’atmosphère. Le milieu humide et chaud de ces installations offre des conditions idéales pour le développement de ces bactéries dans l'eau du circuit et la circulation d'air peut alors entraîner vers le milieu extérieur des gouttelettes qui contiennent des légionelles. Les gouttelettes très fines peuvent pénétrer dans l'appareil respiratoire et provoquer chez des personnes sensibles une infection appelée légionellose.
Il est donc nécessaire de mettre en place dans ces tours aéroréfrigérantes des moyens de contrôle et des moyens préventifs efficaces afin de maîtriser le risque de dissémination des Legionella. En cas de contamination, il convient de mettre en place des actions de nettoyage et de désinfection.
Des produits chlorés biocides de type Eau de Javel peuvent être utilisés pour désinfecter l'eau, mais en étant source d'une légère pollution chlorée, et au risque de finir par développer des souches microbiennes résistantes à ces désinfectants.

### En France: installation classée pour la protection de l'environnement
Selon la législation française, les tours aéroréfrigérantes sont des installations classées pour la protection de l'environnement (ICPE). En effet, ce type d'installation est concerné par la rubrique no 2921 de la nomenclature des installations classées (« refroidissement évaporatif par dispersion d’eau dans un flux d’air généré par ventilation mécanique ou naturelle ») :
- Les installations ayant une puissance thermique évacuée maximale supérieure ou égale à 3 000 kW sont soumises à enregistrement. Afin de limiter leur impact environnemental, les exploitants de ces installations doivent notamment respecter les prescriptions techniques d'un arrêté ministériel daté du 14 décembre 2013[6].
- Les installations ayant une puissance thermique évacuée maximale inférieure à 3 000 kW doivent être déclarées. Afin de limiter leur impact environnemental, les exploitants de ces installations doivent notamment respecter les prescriptions techniques d'un autre arrêté ministériel daté également du 14 décembre 2013[7].

L'instruction des demandes d'enregistrement, ainsi que le contrôle du respect des prescriptions techniques par les exploitants, sont réalisés par l'inspection des installations classées.
En ce qui concerne le risque de légionellose, d'après la norme AFNOR NF T90-431, le niveau d'alerte de contamination est de 10000 UFC/l. Au-dessus de 100 000 UFC/l, les installations doivent être immédiatement arrêtées, puis nettoyées et désinfectées. Une déclaration est envoyée aux autorités compétentes (DREAL, Préfecture). Des dérogations peuvent être accordées par le Préfet, pour les installations qui ne peuvent être arrêtées sans risque comme les hôpitaux ou certaines industries (industries du verre, de l'incinération d'ordures ménagères, de la chimie, etc.).